# Вирус атакует
Вирус атакует (англ. Virus Attack) — итальянский мультсериал режиссёра Орландо Корради, снятый на студии Mondo TV. Транслировался по телеканалу Cartoon Network с 2011  года.

## Сюжет
Мирная жизнь планеты Земля неожиданно нарушена вторжением чудовищных вирусов, которые уничтожают всё, с чем соприкоснутся — и живое, и неживое. К счастью, у пяти подростков в крови обнаружена необычная ДНК. Благодаря особому препарату, разработанному гениальным учёным, они могут обретать невероятные способности и превращаться в антивирус. Отныне в их руках — судьба всего человечества!
«Virus Attack» — это история, эпическая и фантастическая, демонстрирующая столкновение между группой молодых подростков, во главе с эклектичным и гениальным ученым — профессором по имени Амальди против армии вирусов, которую возглавило таинственное существо по имени Сидерно, чтобы отомстить людям, которые сами того не зная, уничтожили планету, на которой ранее жил Сидерно со своей семьей, запуском космического зонда за несколько лет до этого нападения вирусов.
Профессор Амальди на протяжении десятилетий изучает последствия загрязнения окружающей среды (не только экологической, энергетической, но и психической) на здоровье Земли. В результате вирусной атаки, учёный ещё больше убеждается в существовании глубокой взаимосвязи между загрязнением, подлостью и человеческой несправедливостью. Вирусы на самом деле олицетворяют зло, которое уже присутствует на Земле, вызванные от эксплуатации неразумного использования природных ресурсов, загрязнения и экологических катастроф. Профессор с помощью своей команды пытается бороться с этим злом, которые поставили под угрозу планету Земля.
Мощные вирусы питаются и получают свою силу от загрязнения и нечестия людей: они способны заразить их, превращая их в реплики, имеют способность сочетаться друг с другом, взаимодействовать и сливаться с любым объектом земли.
Единственная надежда для планеты Земля находится в руках 5 подростоков: Давида, Элис, Джорджа, Родена и Зури. Благодаря своей особой ДНК и особой формуле, они — единственные люди, способные противостоять атаке пришельцев, превращаясь в настоящий антивирус

## Персонажи
- Nimargon (голос — MASSIMO GENTILE): красный генерал вирусов
- Сиде́рно (голос — LUCA WARD): повелитель вирусов
- Профессор Эдуард Амальди (голос — AMBROGIO COLOMBO): биолог. Обнаружил «ген зла», отвечающий за все пороки человечества.
- Дэвид (голос — MATTIA WARD): сын профессора Амальди
- Элис (голос — BARBARA PITOTTI): одноклассница Дэвида
- Джордж (голос — ALESSIO WARD): тайно влюблён в Элис
- Зури (голос — GEORGE CASTIGLIA): стал антивирусом, помогает Дэвиду спасать мир
- Нила (голос — ANTONELLA RINALDI): ассистентка профессора Амальди
- Roden (голос — EMANUELE RUZZA): стал антивирусом, помогает Дэвиду спасать мир

## Эпизоды
| №  | Название                                  | Перевод                               | Дата первого показа |
| -- | ----------------------------------------- | ------------------------------------- | ------------------- |
| 1  | Il giorno della vendetta                  | День возмездия                        | 1 апреля 2011 г.    |
| 2  | Il primo antivirus                        | Первый антивирус                      | 1 апреля 2011 г.    |
| 3  | I poteri di Dyamer                        | Мощь Диамера                          | 8 апреля 2011 г.    |
| 4  | Khalerya                                  | Халерия                               | 8 апреля 2011 г.    |
| 5  | Rivelazioni                               | Открытие                              | 15 апреля 2011 г.   |
| 6  | In difesa della Terra                     | Земля под угрозой                     | 15 апреля 2011 г.   |
| 7  | L’esperimento                             | Эксперимент                           | 22 апреля 2011 г.   |
| 8  | Arghes e Goldor                           | Аргес и Голдор                        | 22 апреля 2011 г.   |
| 9  | La nave miraggio                          | Корабль-призрак                       | 29 апреля 2011 г.   |
| 10 | Trappole e intrighi                       | Ловушки и интриги                     | 29 апреля 2011 г.   |
| 11 | Zobron                                    | Зоброн                                | 6 мая 2011 г.       |
| 12 | Scherzi della natura!                     | Шутки природы                         | 6 мая 2011 г.       |
| 13 | Le stelle del deserto                     | Звёзды пустыни                        | 13 мая 2011 г.      |
| 14 | Il primo Kryptus                          | Первый Криптус                        | 13 мая 2011 г.      |
| 15 | Disastrose conseguenze                    | Катастрофические последствия          | 20 мая 2011 г.      |
| 16 | Convivenza difficile                      | Трудности сожительства                | 20 мая 2011 г.      |
| 17 | Di nuovo in viaggio                       | Снова в путешествие                   | 27 мая 2011 г.      |
| 18 | Il sacrificio di Astra                    | Астра становится жертвой              | 27 мая 2011 г.      |
| 19 | Rax                                       | Рэкс                                  | 3 июня 2011 г.      |
| 20 | La sequoia millenaria                     | Тысячелетняя секвойя                  | 3 июня 2011 г.      |
| 21 | Freddo come l’odio                        | Холодная месть                        | 10 июня 2011 г.     |
| 22 | I misteri di Amaldi                       | Тайны Амальди                         | 10 июня 2011 г.     |
| 23 | Neos One                                  | Ниос 1                                | 17 июня 2011 г.     |
| 24 | Relazioni pericolose!                     | Опасные связи                         | 17 июня 2011 г.     |
| 25 | Colpo al cuore (parte I)                  | Удар по сердцу (часть 1)              | 24 июня 2011 г.     |
| 26 | Colpo al cuore (parte II)                 | Удар по сердцу (часть 2)              | 24 июня 2011 г.     |
| 27 | Colpo al cuore (parte III)                | Удар по сердцу (часть 3)              | 1 июля 2011 г.      |
| 28 | Colpo al cuore (parte IV)                 | Удар по сердцу (часть 4)              | 1 июля 2011 г.      |
| 29 | Trappola per generali                     | Ловушка для генералов                 | 8 июля 2011 г.      |
| 30 | Trionfo e Disfatta (parte I)              | Триумф и поражение (часть 1)          | 8 июля 2011 г.      |
| 31 | Trionfo e Disfatta (parte II)             | Триумф и поражение (часть 2)          | 15 июля 2011 г.     |
| 32 | Trionfo e Disfatta (parte III)            | Триумф и поражение (часть 3)          | 15 июля 2011 г.     |
| 33 | Trionfo e Disfatta (parte IV)             | Триумф и поражение (часть 4)          | 22 июля 2011 г.     |
| 34 | Il potere del tatuaggio                   | Сила тату                             | 22 июля 2011 г.     |
| 35 | Il momento piu buio                       | Самые тяжелые времена                 | 29 июля 2011 г.     |
| 36 | Il generale ASTOR                         | Генерал Астор                         | 29 июля 2011 г.     |
| 37 | L’esperimento di riconversione (parte I)  | Опыт обратной трансформации (часть 1) | 5 августа 2011 г.   |
| 38 | L’esperimento di riconversione (parte II) | Опыт обратной трансформации (часть 2) | 5 августа 2011 г.   |
| 39 | Doppio gioco                              | Двойная игра                          | 12 августа 2011 г.  |
| 40 | Verso Vaalbara (parte I)                  | К Валбареl (Часть 1)                  | 12 августа 2011 г.  |
| 41 | Verso Vaalbara (parte II)                 | К Валбареl (Часть 2)                  | 19 августа 2011 г.  |
| 42 | Il totem dello stregone                   | Магический татем                      | 19 августа 2011 г.  |
| 43 | La Pagoda di Rajan (parte I)              | Храм Раджана (Часть 1)                | 26 августа 2011 г.  |
| 44 | La Pagoda di Rajan (parte II)             | Храм Раджана (Часть 2)                | 26 августа 2011 г.  |
| 45 | La palude                                 | Болото                                | 2 сентября 2011 г.  |
| 46 | Il vascello del capitano Shankar          | Лодка капитана Шанкара                | 2 сентября 2011 г.  |
| 47 | La «congiura»                             | Тайный сговор                         | 9 сентября 2011 г.  |
| 48 | L’Araldo                                  | Аральдо                               | 9 сентября 2011 г.  |
| 49 | Un ritorno inatteso                       | Неожиданное возвращение               | 16 сентября 2011 г. |
| 50 | Nella tana dei VIRUS                      | В логове вирусов                      | 16 сентября 2011 г. |
| 51 | Scontro finale (parte I)                  | Финальная битва (Часть 1)             | 23 сентября 2011 г. |
| 52 | Scontro finale (parte II)                 | Финальная битва (Часть 2)             | 23 сентября 2011 г. |